# Michałów (Skarżysko)
Pour les articles homonymes, voir Michałów.
Michałów est une localité polonaise de la gmina de Skarżysko Kościelne, située dans le powiat de Skarżysko en voïvodie de Sainte-Croix.